# Wohnhaus Heilstättenweg 2
Das Wohnhaus Heilstättenweg 2 in Ganderkesee-Stenum, 6,5 Kilometer nördlich vom Ortskern im Stenumer Holz, wurde am Anfang des 20. Jahrhunderts gebaut.
Es wird aktuell (2023) als Wohnhaus mit einer zusätzlichen Ferienwohnung genutzt.
Das Gebäude steht unter Denkmalschutz (siehe auch Liste der Baudenkmale in Ganderkesee).

## Beschreibung und Geschichte
Das eineinhalbgeschossige traufständige verklinkerte historisierende Gebäude mit Drempel, Walmdach und Satteldächern, abgeschrägten Ecken und rückwärtigem Wintergartenanbau stammt von 1900 (Inschrift: De Voss Stiftung / 1900). Zwei Giebelrisalite gliedern das Haus sowie ein geschossteilendes Gesims und die betonten Fensterrahmungen.
Hermine de Voß († 1922), die wohlhabende aber kränkelnde jüngste Tochter eines Bremer Großkaufmannes, ließ hier 1898 ihren Landsitz als Villa bauen. Sie war als Engel von Stenum am Anfang des 20. Jahrhunderts vor ihrem Tod die Gründerin der Hermine-De-Voss-Stiftung, für die ein Erholungs-, später Ferienhaus für bedürftige Kinder mit einer Sonntagsschule entstand. 1926 wurde daraus die Sonnenheilstätte für Tuberkulosekranke, dann 1958 das Krankenhaus Stenum und ab 1971 die Fachklinik für Orthopädie.
Das Niedersächsische Landesamt für Denkmalpflege befand: „… geschichtliche Bedeutung … als beispielhaftes Wohnhaus des späten Historismus …“